# Thismia macahensis
Thismia macahensis är en enhjärtbladig växtart som först beskrevs av John Miers, och fick sitt nu gällande namn av Ferdinand von Mueller. Thismia macahensis ingår i släktet Thismia och familjen Burmanniaceae. Inga underarter finns listade i Catalogue of Life.